# منطقه فسیلی مراغه
منطقه فسیلی مراغه یک اثر طبیعی ملی ایران است که در استان آذربایجان شرقی در ایران قرار دارد. این اثر طبیعی ملی طبق مصوبهٔ شمارهٔ ۵۵۱ در تاریخ ۱۳۸۴/۲/۱۴ در فهرست مناطق تحت حفاظت سازمان محیط زیست ایران قرار گرفت.